# Krzysztof Wyszomirski
Krzysztof Wyszomirski (ur. 26 lipca 1943 w Karczewie) – polski piłkarz, występujący na pozycji pomocnika.

## Życiorys
Był juniorem Mazura Karczew, a w 1960 roku został włączony do pierwszej drużyny. W 1962 roku został piłkarzem Gwardii Warszawa. W barwach Gwardii rozegrał 87 spotkań w I lidze, zdobywając 4 gole. Piłkarzem warszawskiego klubu był do 1970 roku.

## Statystyki ligowe
| Sezon     | Klub             | Liga          | Mecze | Gole |
| --------- | ---------------- | ------------- | ----- | ---- |
| 1960      | Mazur Karczew    | liga okręgowa | ?     | ?    |
| 1960/1961 | Mazur Karczew    | liga okręgowa | ?     | ?    |
| 1961/1962 | Mazur Karczew    | liga okręgowa | ?     | 5    |
| 1962      | Gwardia Warszawa | I liga        | 2     | 1    |
| 1962/1963 | Gwardia Warszawa | I liga        | 22    | 1    |
| 1963/1964 | Gwardia Warszawa | I liga        | 16    | 1    |
| 1964/1965 | Gwardia Warszawa | I liga        | 9     | 0    |
| 1965/1966 | Gwardia Warszawa | I liga        | 21    | 0    |
| 1966/1967 | Gwardia Warszawa | II liga       | ?     | ?    |
| 1967/1968 | Gwardia Warszawa | I liga        | 15    | 1    |
| 1968/1969 | Gwardia Warszawa | II liga       | ?     | ?    |
| 1969/1970 | Gwardia Warszawa | I liga        | 2     | 0    |